# Spirulina

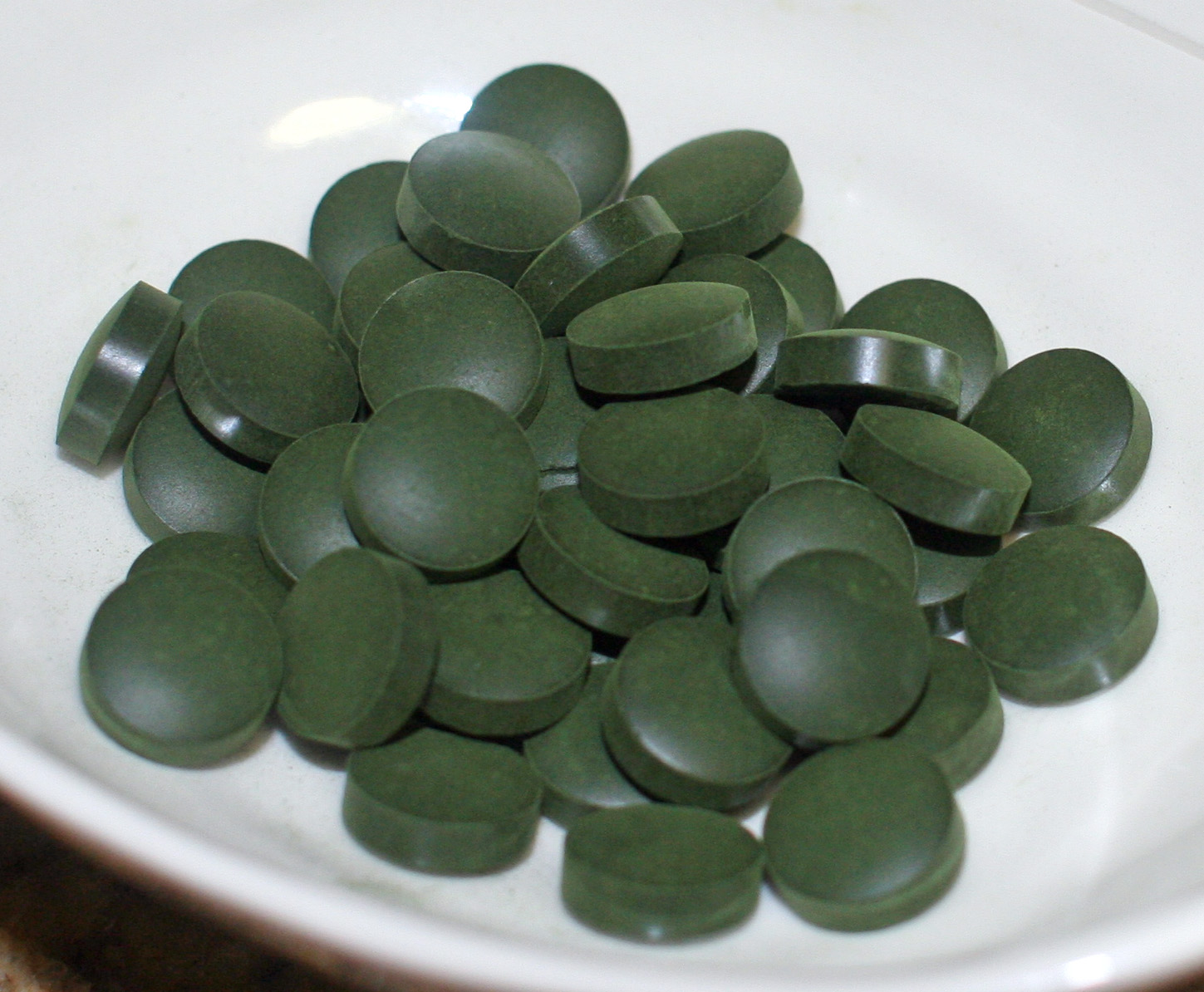
Compresse di spirulina.

La spirulina è una biomassa essiccata che si ricava dalla raccolta dell'Arthrospira platensis, impropriamente chiamato alga essendo in realtà un cianobatterio appartenente all'ordine Oscillatoriali.
Viene inclusa nel genere Arthrospira di cui fanno parte tre specie: Arthrospira platensis, A. fusiformis e A. maxima.
La spirulina è considerata dall'Autorità europea per la sicurezza alimentare (EFSA) come ingrediente alimentare e può essere inserita in integratori alimentari, in prodotti alimentari, in cosmetica o usata in purezza per l'utilizzo in cucina.
La spirulina possiede un aroma caratteristico spesso erbaceo-marino, terroso e/o leggermente salino, ma il suo profilo varia in base al metodo di essiccazione

## Nutrienti
La spirulina secca contiene in media circa 5% di acqua, 24% di carboidrati, 8% di grassi e 60% (con oscillazioni comprese nell'intervallo 51-71%) di proteine.
Si tratta di un contenuto proteico completo, cioè comprendente tutti gli amminoacidi essenziali anche se il contenuto in metionina, cisteina e lisina è sostanzialmente minore di quello nelle proteine di carne, uova e latte.
Il contenuto lipidico della spirulina è circa l'8% in peso. La spirulina è ricca di acido gamma-linolenico (GLA) omega 3, omega 6 e fornisce anche acido alfa-linolenico (ALA), acido linoleico (LA), acido stearidonico (SDA), acido eicosapentaenoico (EPA), acido docosaesaenoico (DHA) e acido arachidonico (AA). La spirulina contiene anche vitamine B1 (tiamina), B2 (riboflavina), B3 (nicotinamide), B6 (piridossina), B9 (acido folico), vitamina C, vitamina D, vitamina A e vitamina E.
Una ricerca del 2003 aveva stimato una percentuale dal 2 al 3% di acidi omega-3, ma uno studio del 2015 ha rilevato che la percentuale di DHA e EPA è praticamente non rilevabile e comunque inferiore allo 0,1%. Uno studio in vitro ha però evidenziato che alcune tipologie di microalghe sono potenzialmente in grado di produrre DHA e EPA in quantità rilevabili.
È inoltre una fonte di potassio, calcio, cromo, rame, ferro, magnesio, manganese, fosforo, selenio, sodio e zinco.
La spirulina infine contiene molti pigmenti che possono essere benefici, tra cui beta-carotene, zeaxantina, clorofilla-a, xantofilla, echinenone, myxoxanthophyll, cantaxantina, diatoxanthin, 3'-hydroxyechinenone, beta-criptoxantina e oscillaxanthina, più ficobiliproteine c-phycocyanina e allophycocyanina.

## Usi storici
La spirulina era una fonte di cibo per gli Aztechi e altri mesoamericani fino al XVI secolo; il raccolto nel lago Texcoco in Messico e la successiva vendita come alimento furono descritte da uno dei soldati di Cortés. Gli Atzechi la chiamavano tecuitlatl. Negli anni ‘60, i ricercatori francesi hanno trovato una notevole abbondanza di spirulina nel Lago Texcoco, ma nessun riferimento circa il suo impiego alimentare da parte degli Aztechi è emerso dopo il XVI secolo, probabilmente a causa del drenaggio dei laghi circostanti per l'agricoltura e lo sviluppo urbano. L'uso della spirulina, che fu scoperto nel 1520, non fu menzionato di nuovo fino al 1940, quando il ficologo belga Pierre Dangeard menzionò un alimento chiamato dihe consumato dalla tribù Kanembu, raccolto dal lago Ciad, nella nazione africana del Ciad. Dangeard ha studiato i campioni di dihe e ha scoperto che si trattava di una polvere essiccata della forma primaverile delle alghe blu-verdi del lago. Il dihe è usato per fare brodi per i pasti e venduto anche nei mercati. La spirulina viene raccolta da piccoli laghi e stagni intorno al lago Ciad.
Durante il 1964 e il 1965, il botanico Jean Leonard confermò che il dihe è composto da spirulina, e in seguito studiò una fioritura di alghe in un impianto che produceva idrossido di sodio. Di conseguenza, il primo studio sistematico dei requisiti di crescita e della fisiologia della spirulina è servito come base per stabilire una produzione su larga scala negli anni '70.

## Integratori alimentari
Gli integratori alimentari a base di spirulina sono preparati a partire dalla biomassa essiccata di Arthrospira platensis, un cianobatterio, spesso erroneamente definito "alga blu-verde". Consumata da secoli come fonte di cibo, la spirulina è oggi comunemente venduta sotto forma di integratore grazie al suo elevato contenuto di sostanze nutritive. La spirulina è una ricca fonte di proteine, vitamine, minerali e antiossidanti, che la rendono una scelta popolare per chi vuole integrare la propria dieta con ulteriori nutrienti. Alcuni dei nutrienti specifici presenti nella spirulina sono il betacarotene, il ferro, la vitamina B12 e l'acido gamma-linolenico (GLA). La ricerca ha suggerito che la spirulina può avere diversi potenziali benefici per la salute, tra cui il miglioramento della funzione immunitaria, perdita di peso, la riduzione dell'infiammazione e la diminuzione dei livelli di colesterolo. Tuttavia, sono necessarie ulteriori ricerche per comprendere appieno i potenziali benefici della spirulina per la salute. Gli integratori di spirulina sono disponibili in varie forme, tra cui compresse, capsule, polveri, fiocchi e come ingrediente di alcuni prodotti alimentari (snack e bevande, pasta alimentare, tisane fortificate) Come per qualsiasi altro integratore alimentare, è consigliabile chiedere informazioni ad un operatore sanitario prima di iniziare ad assumere la spirulina, per assicurarsi che sia sicura e adatta alle esigenze specifiche di un individuo.

## Effetti sulla salute
Negli ultimi anni, la spirulina ha attirato maggiore attenzione come potenziale fonte di composti nutraceutici e farmaceutici.
La ficocianina C è la principale proteina della spirulina, caratterizzata dal pigmento blu ficocianobilina B. Oltre ad essere usata come colorante alimentare naturale (blu intenso) questa proteina è altamente biodisponibile e mostra vari potenziali benefici tra cui riduzione dell'infiammazione e dello stress ossidativo, attività antimicrobica e neuroprotezione.

### Antiossidante
La spirulina contiene abbondanti antiossidanti non enzimatici tra cui ascorbato/vitamina C, glutatione, tocoferolo/vitamina E, flavonoidi, alcaloidi e carotenoidi che hanno un potenziale terapeutico per varie malattie senili indotte dall'accumulo eccessivo di radicali liberi.
Alcuni studi hanno mostrato miglioramenti nello stato antiossidante di persone con Broncopneoumopatia Cronica Ostruttiva (BPCO) e sono aumentati i livelli di vitamina C e degli enzimi superossido dismutasi (SOD) che proteggono le cellule dai danni ossidativi.

### Effetto antianemico
L'anemia, causata spesso da carenza di ferro, colpisce 2 miliardi di persone nel mondo. La spirulina è un'opzione promettente in quanto è ricca in ferro biodisponibile e contiene vitamina C e altri antiossidanti che ne migliorano l'assorbimento. I risultati degli studi hanno dimostrato miglioramenti nell'emoglobina e dei livelli di ferritina nei bambini malnutriti.

## Impatto ambientale
La Spirulina coltivata in impianti geotermici è stata proposta come alternativa a basso impatto ambientale rispetto alla carne bovina (15.000 litri di acqua/anno in meno). Uno studio condotto in Islanda, presso il Parco Geotermico ON Power ha dimostrato che questa coltivazione può raggiungere emissioni vicine allo zero richiedendo meno dell'1% di acqua, terreno ed emissioni di gas serra. Tuttavia ciò è possibile solo a patto che si utilizzino risorse geotermiche per la sua coltivazione. La coltivazione industriale deve però affrontare problematiche come la comparsa di predatori naturali, l'elevato consumo di risorse idriche e il controllo rigoroso dei parametri di crescita.